# Häxprocessen i Skellefteå
Häxprocessen i Skellefteå ägde rum 1675-1676 i Lövånger under det stora oväsendet. Det var den nordligaste häxprocessen som ägde rum under det stora oväsendet. Omkring fem personer anklagades för trolldom, men ingen avrättades. 
Den utbröt på grund av ryktesspridning av tiggarbarn söderifrån, som påstod sig kunna identifiera häxor, och som fick mat i gårdarna av oroliga föräldrar som ville veta om deras egna barn fördes till Blåkulla och i så fall av vem. Dessa visgossar fick sedan av prästen uppgiften att peka ut misstänkta häxor, som senare ställdes inför rätta i tinget. Fallen hänsköts till hovrätten, som frikände samtliga anklagade eftersom fallen kom in till hovrätten just när häxjakten avslutats i Stockholm. 

## Historik

### Första rannsakningen
Vid sommartinget juli 1675 i Skellefteå anklagade länsman Olof Carlsson i Bureås femtonåriga son Abraham Olofsson anklagade den utfattiga Elsa (Jonsdotter) i Bäck för att ha fört honom till Blåkulla där han sett den onde ligga stor och svart under bordet och häxorna dansa till Halt-Dordis långspel medan Abraham hade blivit vigd vid tolvmannens dotter Kirstin Nilsdotter som han sedan haft samlag med.
Länsmanen Lars Olofsons tolvåriga dotter Lisbetta i Gårdsmark den utfattiga hustru Elsa Johansdotter för att så länge hon kunde minnas ha fört henne och Elsas egna sju barn till Blåkulla, i vars gästabudsstuga Satan låg under bordet i skepnad av en vit oxe och häxorna dansade med troll medan Elsa lagade maten och häxorna hade samlag med Satan under bordet och fött barn som gjordes till smörja för det smörjhorn häxorna använde för att kunna flyga; själv hade Lisbetta flugit dit naken på djur och människor insmorda med salvan, och gift sig tre gånger med två troll och prästsonen Lars Fluur - samtidigt låg Vitkulla vägg i vägg, där änglar sjönk och från vilken en präst kunde komma och slå djävulsböckerna från trollen.
Elsa påpekade att hon och länsmanshustrun var ovänner; hennes grannar talade alla gott om henne och hennes barn förnekade starkt att hon fört dem till Blåkulla, och tinget underkände anklagelserna som Satans illusioner.

### Andra rannsakningen
Vid septembertinget i Skellefteå 1676 vidhöll Abraham och Lisbetta sina uppgifter och den senare sade sade sig, med stöd av fadern, bli förd varje natt. Elsa svarade: 
"Men aldrig kan jag bekänna det på mig, som jag vet mig inte vara skyldig till. De måste nu göra utav mig, vad de vilja. Jag är Gud och överheten underkastad".
Änkan Sissla i Fällforssen, som bodde hos sin son Lars Olofsson anklagades av sin sondotter, men hennes son ville inte stödja hennes anklagelse. Erik Larsson sade sig ha sett Elsa, Lisbetta och Lång-Erik Andersson på Heden i Blåkulla och Getings-Elsa slicka den onde analt.
De anklagade nekade och beskrev Erik Larsson som en tiggarpojke som sprang omkring och tiggde och skvallrade om häxor och Blåkulla om han fick mat i utbyte. Målet hänsköts nu till hovrätten.

### Sammanhang och efterspel
Hovrätten tog lång tid på sig att hantera domarna från Västerbotten. Detta var en tid när en häxhysteri spreds i Västerbotten, men myndigheterna visade sig motvilliga att avkunna stränga straff. Vid samma tid som häxprocessen i Umeå hade en sådan inträffat även i Bygdeå. På tinget i Bygdeå 22-23 september 1676 riktade barn anklagelser om Blåkullaförande mot tio kvinnor, främst mot tolvmannen Esten Olofssons hustru Ingeborg från Flanken och deras två tonårsdöttrar; de anklagade påpekade att ryktet hade spritts i trakten av tiggarbarn, särskilt Erik Larsson, som fått mat i utbyte mot utpekanden, och eftersom de hade gott rykte och fick stöd av tingslaget och allmogen blev de friade.
Vid laga höstting i häradsrätten i Västerbottens södra fögderi i september 1676 tillbakavisade landshövding Johan Graan anklagelserna att han var ovillig att ingripa mot trolldom, men att de flesta anklagelserna om häxeri berodde på inbillning, ryktesspridning och satans illusioner
som fick allmogen att tro på barns lögner och vilja föra åldriga kvinnor till avrättning, bland annat på lögner från sådana som Per Hansson Rochman i Umeå, och att dessa mål skulle omhändertas av lagliga domstolar men att dessa var upptagna.
I september upplöstes den pågående häxprocessen i Katarina i Stockholm, när det visade sig att barnvittnen hade ljugit och hela häxhysterin hade berott på rena rykten och skvaller och att det var rimligt att anta att det varit så även på andra håll. De åtalade från Skellefteå blev därmed alla frikända.